# Tone Wilhelmsen Trøen

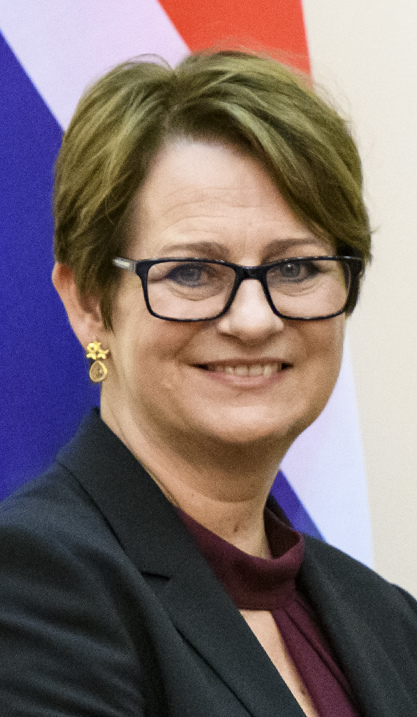
Tone Wilhelmsen Trøen, 2018

Tone Wilhelmsen Trøen (* 23. Februar 1966 in Bærum) ist eine norwegische Politikerin der konservativen Partei Høyre. Seit 2013 ist sie Abgeordnete im Storting, von März 2018 bis September 2021 war sie die Präsidentin des Parlaments.

## Leben
Trøen ist die Tochter des Fabrikchefs John Willy Wilhelmsen (1928–2012) und der Sekretärin Anne-Marie Christiansen (1929–2017). Nach ihrem Besuch der weiterführenden Schule besuchte sie bis 1986 eine Handelsschule in Oslo und das St. Godric’s College in London, wo sie im Bereich Handel und Englisch studierte. Ab 1986 arbeitete sie in verschiedenen Positionen als Sekretärin und Büroleiterin. Von 1987 bis 1994 saß sie im Kommunalparlament von Nes.
In der Zeit von 1998 bis 2002 arbeitete sie als Personalchefin und danach bis 2008 als Projekt- und Abteilungsleiterin. In den beiden Legislaturperioden zwischen 2003 und 2011 saß sie im Kommunalparlament der Gemeinde Eidsvoll. Ab 2008 studierte sie Krankenpflege an der Hochschule Akershus und sie erhielt im Jahr 2011 ihren Bachelorabschluss. Im Anschluss arbeitete sie bis 2013 als Krankenpflegerin.
Bei der Parlamentswahl 2013 zog Trøen erstmals in das norwegische Nationalparlament Storting ein. Sie vertritt dort den Wahlkreis Akershus und Trøen wurde zunächst Mitglied im Gesundheits- und Fürsorgeausschuss. Im Anschluss an die Wahl 2017 wechselte sie in den Familien- und Kulturausschuss, dessen Vorsitzende sie wurde. Am 15. März 2018 wurde sie mit 152 von 154 möglichen Stimmen zur Präsidentin des Parlaments und somit auch zur Vorsitzenden des Wahlausschusses gewählt. Zuvor kündigte ihr Parteikollege Olemic Thommessen an, nicht zur Wiederwahl für den Posten anzutreten. Dabei wurde Trøen die Parlamentspräsidentin mit der kürzesten Erfahrung als Abgeordnete seit dem Ersten Weltkrieg. Ihre Amtszeit endete zum Ablauf der Legislaturperiode im Anschluss an die Stortingswahl 2021. Nach der Wahl wurde sie die Vorsitzende des Gesundheits- und Fürsorgeausschusses.

## Positionen
Trøen wird zum konservativen Flügel ihrer Partei gerechnet. So lehnt sie es etwa ab, Eizellspenden zu legalisieren. Im Oktober 2021 sprach sie sich gegen eine Liberalisierung der Gesetzgebung im Bereich der Schwangerschaftsabbrüche aus.